# Тедфорд (Небраска)
Тедфорд (англ. Thedford) — селище (англ. village) в США, в окрузі Томас штату Небраска. Населення — 208 осіб (2020).

## Географія
Тедфорд розташований за координатами 41°58′43″ пн. ш. 100°34′31″ зх. д. / 41.97861° пн. ш. 100.57528° зх. д. (41.978555, -100.575247).  За даними Бюро перепису населення США в 2010 році селище мало площу 0,59 км², уся площа — суходіл. В 2017 році площа становила 0,62 км², уся площа — суходіл.

## Демографія
Згідно з переписом 2010 року, у селищі мешкало 188 осіб у 93 домогосподарствах у складі 52 родин. Густота населення становила 319 осіб/км².  Було 118 помешкань (200/км²).
Расовий склад населення:
| - 100,0 % — білих |

До двох чи більше рас належало 0,0 %. Частка іспаномовних становила 0,5 % від усіх жителів.
За віковим діапазоном населення розподілялося таким чином: 21,8 % — особи молодші 18 років, 55,3 % — особи у віці 18—64 років, 22,9 % — особи у віці 65 років та старші. Медіана віку мешканця становила 44,7 року. На 100 осіб жіночої статі у селищі припадало 88,0 чоловіків;  на 100 жінок у віці від 18 років та старших — 93,4 чоловіків також старших 18 років.
Середній дохід на одне домашнє господарство  становив 63 255 доларів США (медіана — 48 750), а середній дохід на одну сім'ю — 62 390 доларів (медіана — 55 357). За межею бідності перебувало 11,1 % осіб, у тому числі 43,5 % дітей у віці до 18 років та 0,0 % осіб у віці 65 років та старших.
Цивільне працевлаштоване населення становило 94 особи. Основні галузі зайнятості: освіта, охорона здоров'я та соціальна допомога — 29,8 %, сільське господарство, лісництво, риболовля — 22,3 %, роздрібна торгівля — 10,6 %, публічна адміністрація — 7,4 %.